# Suō no Naishi
Suō no Naishi (周防内侍; 1037 – 1109) è stata una poeta giapponese waka del tardo periodo Heian.
È inclusa nelle liste antologiche delle trentasei poetesse immortali e nell'Hyakunin Isshu.

## Biografia
Figlia di Taira no Munenaka (平棟仲), governatore della provincia di Suō, sua madre era Minamoto no Masamoto. Il suo vero nome era Taira no Chūshi (平仲子).
Servì come ancella (内侍, naishi) nelle corti di quattro imperatori, Go-Reizei, Go-Sanjō, Shirakawa e Horikawa. 
Intorno al 1108 a seguito di una malattia decise di farsi monaca buddista, morì intorno al 1109 (alcune fonti indicano che morì nel 1111).

## Poesia
Trentacinque sue poesie furono incluse nelle antologie imperiali dal Goshūi Wakashū in poi. Ha lasciato una collezione privata, il Suō no Naishi-shū (周防内侍集).
(Ogura Hyakunin Isshu N°67)